# Körösszegapáti
Körösszegapáti (em romeno: Apateu) é um município da Hungria, situado no condado de Hajdú-Bihar. Tem 45,85 km² de área e sua população em 2015 foi estimada em 1.012 habitantes.